# Arthurdactylus
Arthurdactylus is een geslacht van uitgestorven pterosauriërs, behorend tot de groep van de Pterodactyloidea, dat tijdens het Vroeg-Krijt leefde in het gebied van het huidige Brazilië. De enige benoemde soort is Arthurdactylus conandoylei.

## Vondst en naamgeving
De soort werd in 1994 benoemd door Eberhard Frey en David Michael Martill. De soortnaam (geslachtsnaam en soortaanduiding samen) verwijst naar Arthur Conan Doyle, de schrijver van het boek The Lost World waarin de fictieve professor Challenger in Zuid-Amerika een plateau vindt waarop nog elders uitgestorven dieren leven, waaronder een pterosauriër. Het 'dactylus' is een gelatiniseerd Klassiek Grieks daktylos, 'vinger', een gebruikelijk achtervoegsel in de namen van pterosauriërs sinds als eerste pterosauriër Pterodactylus werd benoemd. De beschrijvers gaven de naam eerst als Arthurdactylus conan-doylei; aangezien trait d'unions niet bestaan in het Latijn en door de ICZN, net als alle diakritische tekens, ook niet zijn toegestaan in de binominale naam van een soort, moest de naam verbeterd worden; dat hebben de originele beschrijvers zelf gedaan in 1998.
Het holotype, SMNK 1132 PAL, uit de Nova Olinda-groep van de Cratoformatie bestaat uit een plaat waarop, vrij los door elkaar, de botten liggen van een tamelijk volledig skelet: alleen de schedel, de halswervels, het borstbeen en de uiterste staartwervels ontbreken. De romp vormt een geheel maar de botten van de vleugels, die het merendeel van de massa van het skelet vormen, zijn door de stroming van het water op een hoop gespoeld. Het skelet is niet, zoals vondsten uit de Santanaformatie, als kalknodule bewaard en daardoor wat platgedrukt; de wervels zijn beschadigd. Het fossiel vormt een van de meest compleet bewaard gebleven skeletten van een grotere pterosauriër.

## Beschrijving
De romp is tamelijk kort, 22 centimeter lang, vergeleken met de aanzienlijke vlucht ofwel vleugelspanwijdte van 4,6 meter. Gregory S. Paul schatte in 2022 het gewicht op vijftien kilogram. Ook de achterpoten zijn ten opzichte van de romp relatief lang met een halve meter. Arthurdactylus is de grootste bekende pterosauriër uit de Cratoformatie. Het exemplaar was volwassen of bijna volgroeid. De rug telt negentien wervels; drie ruggenwervels zijn vergroeid in een notarium; er zijn zes bekkenwervels die niet vergroeid zijn; de achterste ervan zou volgens de beschrijvers een gemodificeerde staartwervel zijn. Het schouderblad staat haaks op het notarium en is krachtig maar kort; het ermee vergroeide ravenbeksbeen lang en slank; samen vormen ze een groot schoudergewricht, dat vrij hoog gelegen is, in wat Frey een 'hoogdekker'-bouw noemt.
Het opperarmbeen is relatief stevig gebouwd; de ellepijp is breed maar vrij kort. De polsbeenderen zijn volledig vergroeid in twee syncarpalia. Het pteroïde is lang en slank. Het vierde middenhandsbeen is opnieuw stevig maar kort. De lengte van de vleugels wordt zo grotendeels, voor ongeveer twee derden, bepaald door de vleugelvinger, terwijl die bij de Pterodactyloidea juist typisch vrij kort is, 60% van de vleugellengte of minder, vergeleken met basale pterosauriërs. De vingerkootjes nemen naar buiten toe geleidelijk in lengte af, zonder extreme reductie van het vierde kootje.
De darmbeenderen zijn niet met de bekkenwervels of met elkaar vergroeid. Dit zou er volgens de beschrijvers mogelijk op kunnen wijzen dat het een wijfje betreft dat de mobiliteit van het bekken nodig had om een ei door te laten. De achterpoten zijn slank en lichtgebouwd maar tonen niet de extreme verlenging van de vleugels; het scheenbeen is relatief kort, het kuitbeen is niet gevonden en dus of extreem gereduceerd of simpelweg verloren gegaan bij de fossilisering. Ook de voeten en de voetklauwen zijn tamelijk kort. De hals van de dijbeenkop staat vrijwel in het verlengde van de schacht.

## Fylogenie
Het ontbreken van de schedel maakt het wat lastig de verwantschappen van Arthurdactylus te bepalen. Het was met zekerheid een pterodactyloïde en vrijwel zeker een lid van de Pteranodontoidea sensu Kellner ofwel Ornithocheiroidea sensu Unwin. Een nadere bepaling is echter wat omstreden, althans in terminologie. De beschrijvers wijzen de soort, mede vanwege de 'hoogdekker'-bouw, toe aan de Ornithocheiridae, evenals David Unwin. De school rond de Braziliaanse paleontoloog Alexander Kellner echter, gebruikt dat begrip in een heel andere zin en omschrijft daarom Arthurdactylus als een verwant van de Anhangueridae.

## Levenswijze
Arthurdactylus schijnt sterk gespecialiseerd te zijn geweest in een zwevende levenswijze. Daarop duiden zijn zeer lange vleugels. Op de grond moet hij zich niet heel goed hebben kunnen voortbewegen vanwege de korte middenhandsbeenderen en zwakke achterpoten die ook nog eens sterk zijdelings gespreid hebben moeten staan vanwege de rechte heupkop. Klimmen kon hij ook al niet goed gezien de slecht ontwikkelde klauwen. Wellicht was het een viseter die meestal over de oceaan vloog, net als de huidige albatros.